# Cocañín
Cocañín – parafia w Hiszpanii, w Asturii, w gminie San Martín del Rey Aurelio.
Według danych INE z 2005 roku miejscowość zamieszkiwało 1085 osób. Powierzchnia miejscowości to 9,86 km².